# Pantokrator

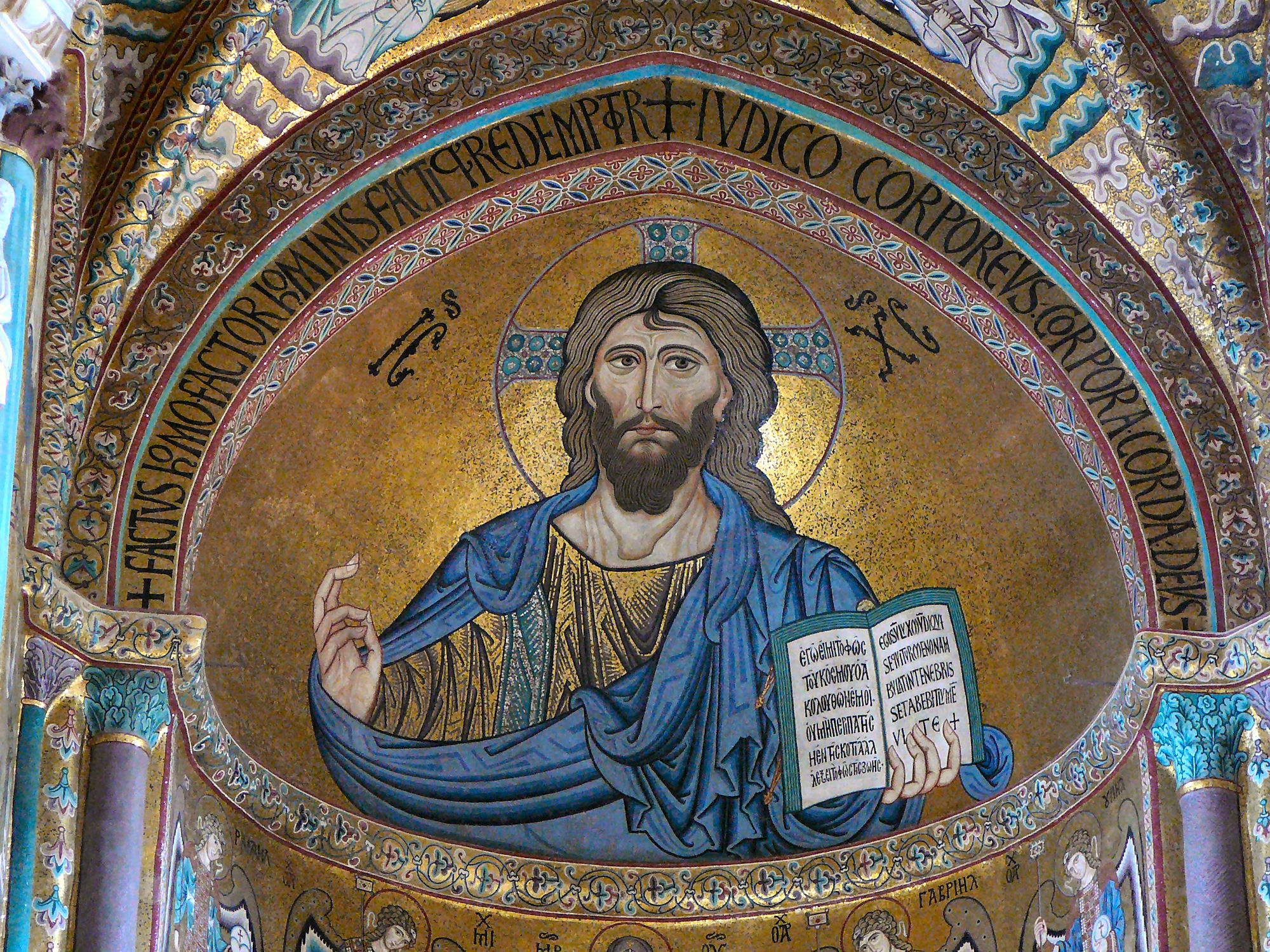
Kristus Pantokrator (katedrála Proměnění Páně v Cefalù, Sicílie)

Pantokrator (řecky παντοκράτωρ) znamená „vládce všeho“, „všemohoucí“, a v křesťanském umění znamená určitý typ zobrazení Ježíše Krista.

## Původ
Slovo je patrně odvozeno od císařského titulu a objevuje se v řeckém překladu Bible Septuagintě jako ekvivalent hebrejského Jahve sebaot. V Novém zákoně se objevuje jednou v Pavlově listě Korintským (2Kor 6, 18 (Kral, ČEP)) a devětkrát v knize Zjevení, vždy ve spojení s Bohem Otcem. Ve 4. století se titul jako výklad Mt 28, 18 (Kral, ČEP) přenesl na Krista, zejména ve východní teologii.

## Kristus Pantokrator
Dnes se slovem Pantokrator obvykle označuje jistý ikonografický typ zobrazení Krista, častý v Byzanci, v raném středověku na Západě a v celém pravoslavném světě dodnes. Kristus je zde zobrazen často na zlatém pozadí jako vládce, který se dívá přímo na diváka, pravou rukou žehná a v levé drží otevřenou knihu evangelia. Jako mozaika nebo freska bývá umístěn uprostřed klenby apsidy nebo uprostřed ikonostasu, užíval se však i v iluminovaných rukopisech a na deskových ikonách. Na Západě se objevuje zhruba od 6. do 12. století a pak znovu až v historizujících stavbách 19. století.